# Piotr Kriwonos
Piotr Fiodorowicz Kriwonos (ros. Пётр Фёдорович Кривоно́с; ur. 29 czerwca?/12 lipca 1910 w Teodozji, zm. 19 października 1980 w Kijowie) – radziecki kolejarz, jeden z inicjatorów ruchu stachanowskiego w transporcie kolejowym, Bohater Pracy Socjalistycznej (1943).

## Życiorys
Urodzony w rodzinie ukraińskiego kolejarza. Od 1913 mieszkał z rodziną w Słowiańsku, w 1925 skończył szkołę-siedmiolatkę, pracował jako ślusarz, w latach 1926–1929 uczył się w szkole fabrycznej w Słowiańsku. Od 1929 pracował jako pomocnik maszynisty na Kolei Południowo-Donieckiej, od 1929 należał do WKP(b), na początku lat 30. krótko studiował w Dniepropietrowskim Instytucie Inżynierów Transportu, potem odbywał służbę wojskową. W 1933 skończył kursy maszynistów parowozów w Krzemieńczuku i został maszynistą, w lutym 1938 szefem służby parowozowej Kolei Południowo-Donieckiej, a w maju 1938 szefem tej Kolei. Od listopada 1939 był szefem Kolei Północno-Donieckiej, brał udział w wojnie z Niemcami, w końcu 1941 został pełnomocnikiem Ludowego Komisariatu Dróg Szosowych na Północnym Kaukazie, wykonywał zadania Państwowego Komitetu Obrony ZSRR – budowę bocznic kolejowych dla zaopatrzenia wojsk, m.in. w rejonie Stalingradu. Od 15 sierpnia 1942 do 6 lutego 1943 był szefem Kolei Tomskiej z zarządem w Nowosybirsku, w marcu 1943 wrócił do Donbasu i ponownie został szefem Kolei Północno-Donieckiej, na tym stanowisku kierował odbudową infrastruktury kolejowej Donbasu. W maju 1946 został szefem Południowo-Zachodniego Okręgu Dróg Kolejowych z zarządem w Kijowie, a w sierpniu 1947 szefem Donieckiego Okręgu Dróg Kolejowych z zarządem w Charkowie, 1953 ukończył Moskiewski Elektrotechniczny Instytut Inżynierów Transportu Kolejowego im. Dzierżyńskiego i został szefem Kolei Południowo-Zachodniej na Ukrainie; pełnił tę funkcję do końca życia. Od 3 czerwca do 30 sierpnia 1937 był zastępcą członka, a od 30 sierpnia 1937 do 23 września 1952 członkiem KC KP(b)U. Od 21 marca 1939 do 5 października 1952 wchodził w skład Centralnej Komisji Rewizyjnej WKP(b), a od 26 marca 1954 do śmierci KC KPU. Deputowany do Rady Najwyższej ZSRR od 1 do 5 kadencji (1937–1962) i do Rady Najwyższej Ukraińskiej SRR. Pochowany na Cmentarzu Bajkowa.

## Odznaczenia
- Medal Sierp i Młot Bohatera Pracy Socjalistycznej (5 listopada 1943)
- Order Lenina (czterokrotnie)
- Order Rewolucji Październikowej
- Order Suworowa II klasy (1945)
- Order Czerwonego Sztandaru Pracy (czterokrotnie)
- Order Przyjaźni Narodów (1980)
- Order Czerwonej Gwiazdy (1942)
- Order „Znak Honoru” (1939)
- Medal „Za zwycięstwo nad Niemcami w Wielkiej Wojnie Ojczyźnianej 1941–1945”
- Medal „Za obronę Kaukazu”
- Medal „Za obronę Stalingradu”

I inne.